# Cristián Ernesto de Brandeburgo-Bayreuth
Cristián Ernesto de Brandeburgo-Bayreuth (6 de agosto de 1644 en Bayreuth - 20 de mayo de 1712 en Erlangen) fue un miembro de la Casa de Hohenzollern y margrave de Brandeburgo-Bayreuth.
Era el hijo único de Erdmann Augusto, margrave heredero (Erbmarkgraf) de Brandeburgo-Bayreuth, por su esposa y prima carnal, Sofía de Brandeburgo-Ansbach.
La muerte de su padre (6 de febrero de 1651) hizo de Cristián Ernesto el nuevo heredero al margraviato de Bayreuth. A los diez años de edad, sucedió a su abuelo Cristián como margrave cuando él murió el 30 de mayo de 1655. Su tío Jorge Alberto actuó como regente hasta 1664, cuando Cristián Ernesto fue declarado adulto y asumió el gobierno del principado.

## Biografía
Cristián Ernesto tomó decisiones atrevidas en centralizar las autoridades regionales en Bayreuth, asentando a los hugonotes en Erlangen, y creando una Academia de Caballeros (en alemán: Ritterakademie), la base para la Universidad Regional de Erlangen (en alemán, Landesuniversität Erlangen).
Como margrave, sirvió al emperador Leopoldo I, a quien apoyó con suministros de guerra durante la guerra contra Francia en apoyo de la República Holandesa y Lorena y durante la liberación de Viena de los turcos. El 12 de febrero de 1664 fue designado un coronel de la Circunscripción de Franconia. Desde 1668 armar sus propios dominios (con lo que pretendía al principio ayudar al emperador) forzó las finanzas del estado y expuso Bayreuth a peligros militares. El principado sufrió la primera de sus crisis financieras en 1672.
Las ambiciones militares de Cristián Ernesto le hicieron un aliado político importante a pesar de lo pequeño de sus territorios.[cita requerida] Después de apoyar al emperador en la guerra franco-holandesa, fue nombrado teniente mariscal de campo (Generalfeldmarschallleutnant) el 27 de marzo de 1676. En la liberación de Viena de los turcos en 1683, Cristián Ernesto fue un partícipe en el ejército de rescate.
En 1691 fue nombrado mariscal de campo imperial (Kaiserlichen Generalfeldmarschall) y asumió el mando del ejército imperial estacionado en el Rin en 1692. Se dio cuenta de que no estaba preparado para la tarea, de manera que entregó el mando a Luis Guillermo de Baden-Baden. Durante la guerra de Sucesión Española obtuvo algunas victorias, pero cometió un error fatal el 22 de mayo de 1707 lo que hizo posible que tropas francesas entraran en Suabia y Baviera. De esta forma quedó destruida su carrera militar.
Cristián Ernesto fue también un abogado y benefactor de las artes y la educación. Como sucesor de la Escuela de Latín de Bayreuth (Bayreuther Lateinschule) él dotó una escuela secundaria en 1664 que aún lleva su nombre, la Escuela Secundaria Cristián Ernesto (Christian-Ernst-Gymnasium). En la plaza cerca de sus estables construyó una iglesia castillo en 1672. En 1695 el arquitecto Leonhard Dientzenhofer comenzó la construcción de la torre del castillo octogonal. En 1686 permitió a los hugonotes expulsados por Luis XIV residir en Neustadt; poco después permitió también que residieran en Erlangen los refugiados del Palatinado, que fue devastado durante la guerra de Sucesión del Palatinado.
En su vida privada, el margrave fue un amante de caballos y perros (tenía 85 de estos últimos).[cita requerida]

## Matrimonios y descendencia
En Dresde el 29 de octubre de 1662, Cristián Ernesto se casó con Erdmuta Sofía, la única hija superviviente de su tía paterna, Magdalena Sibila, y su esposo Juan Jorge II de Sajonia. Después de siete años de una unión sin hijos, Erdmuta Sofía, su primera esposa y prima hermana, murió el 22 de junio de 1670.
Ocho meses después de la muerte de su primera esposa, Cristián Ernesto se casó por segunda vez, en Stuttgart, el 8 de febrero de 1671 con la duquesa Sofía Luisa de Wurtemberg, su prima en segundo grado por vía materna, la hija mayor de Everardo III de Wurtemberg. Su segundo matrimonio duró 31 años. Tuvieron seis hijos, tres de ellos murieron en la infancia:
1. Cristiana Eberardina (Bayreuth, 29 de diciembre de 1671 - Schloss Pretzsch, 5 de septiembre de 1727); se casó el 20 de enero de 1693 con Federico Augusto de Sajonia, más tarde Augusto el Fuerte, elector de Sajonia y rey de Polonia.
2. Leonor Magdalena (Bayreuth, 24 de enero de 1673 - Ettlingen, 13 de diciembre de 1711); se casó el 8 de septiembre de 1704 con Germán Federico de Hohenzollern-Hechingen.
3. Claudia Leonor Sofía (Bayreuth, 4 de julio de 1675 - Bayreuth, 11 de febrero de 1676).
4. Carlota Emilia (Bayreuth, 4 de junio de 1677 - Bayreuth, 15 de febrero de 1678).
5. Jorge Guillermo (Bayreuth, 26 de noviembre de 1678 - Bayreuth, 18 de diciembre de 1726), sucesor de su padre como margrave de Bayreuth.
6. Carlos Luis (Bayreuth, 21 de noviembre de 1679 - Bayreuth, 7 de abril de 1680).

En Potsdam el 30 de marzo de 1703 (cinco meses después de la muerte de su segunda esposa), Cristián Ernesto se casó por tercera vez, con Isabel Sofía de Brandeburgo. El matrimonio no tuvo hijos.